# Christine Alver
Christine Karlsen Alver (* 16. Juli 2000 in Bergen (Norwegen)) ist eine norwegische Handballspielerin, die für den norwegischen Erstligisten Fana IL aufläuft.

## Karriere

### Im Verein
Alver spielte anfangs für die norwegischen Verein Fyllingen IL. Im Jahr 2017 wechselte die Rückraumspielerin zum norwegischen Zweitligisten Fana IL, mit dem sie ein Jahr später in die höchste norwegische Spielklasse aufstieg. In der Saison 2021/22 wurde sie mit 206 Treffern Torschützenkönigin der höchsten norwegischen Spielklasse. Anschließend schloss sich Alver dem Ligakonkurrenten Molde HK an, mit dem sie zusätzlich an der EHF European League teilnahm. Im Jahr 2024 wechselte sie zum rumänischen Erstligisten SCM Gloria Buzău. Nachdem SCM Gloria Buzău Insolvenz angemeldet hatte, kehrte sie im Januar 2025 zum Fana IL zurück.

### In Auswahlmannschaften
Alver bestritt 15 Länderspiele für die norwegische Jugendauswahl, in denen sie 24 Tore warf. Mit dieser Mannschaft gewann sie bei der U-17-Europameisterschaft 2017 die Silbermedaille. Anschließend lief Alver 18 Mal für die norwegische Juniorinnenauswahl auf, mit der sie die Bronzemedaille bei der U-19-Europameisterschaft 2019 errang. Am 8. Oktober 2021 lief Alver erstmals für die norwegische B-Nationalmannschaft auf, für die sie bislang zwei Partien bestritt.

## Sonstiges
Ihr Vater Jarle Alver ist als Handballtrainer beim norwegischen Erstligisten Tertnes IL tätig.